# 교황 요한 13세
교황 요한 13세(라틴어: Ioannes PP. XIII, 이탈리아어: Papa Giovanni XIII)는 제133대 교황(재위: 965년 10월 1일 - 972년 9월 6일)이다. 신성 로마 제국의 황제 오토 1세와 로마 귀족들 간에 계속된 갈등으로 인한 교황권의 몰락 속에서 재임하였다.

## 가문과 생애 초기
요한 13세는 930년경 어느 시기에 로마에서 조반니 주교의 아들로 태어났다. 그의 아버지 조반니는 로마 귀족으로서, 투스쿨룸 백작 테오필락트 1세 일가와 혼인한 크레센티 가문의 일원이라고 전해진다. 만약 이것이 사실이라면, 요한 13세의 아버지는 주교로 서임되기 전에 공작이었으며, 어쩌면 집정관으로 선출되었을 수도 있다. 즉 요한 13세는 대크레센티우스와 형제지간이었으며, 또한 사비나의 베네딕투스 백작과 혼인한 팔레스티나의 스테파니아 및 투스쿨룸 백작 그레고리오 1세와 혼인한 마로치아와 남매지간이었던 것으로 보인다.
라테라노 궁전에서 자란 그는 성가대원으로 활동하며 수문품, 독서직, 구마품, 시종직 등을 거쳐 차부제품과 부제품을 받았다. 성가대를 떠난 뒤에 그는 교회 행정에 참여하면서 교황 요한 12세와 교황 레오 8세 밑에서 교황 공문서를 보관하는 업무를 도맡아 했다. 또한 그는 961년 교황 도서관장으로 봉직했다. 알려지지 않은 시기에 나르니의 주교로 서임된 그는 요한 12세를 폐위시킨 963년 로마 시노드 뿐만 아니라 그가 복위한 964년 로마 시노드에도 참석했다.

## 교황 선출과 로마인들의 반란
레오 8세가 선종하자, 로마의 귀족들은 오토 1세 황제에게 교황 베네딕토 5세의 복위를 요청했다. 그러나 베네딕토 5세가 복위할 가능성이 전혀 없자, 오토 1세의 특사들인 스피어의 오트게르 주교와 크레모나의 리우트프란트 주교로부터 중도적 성향의 요한 크레센티우스 주교가 후임 교황으로 추천되었다. 그리하여 만장일치로 선출된 요한은 레오 8세가 선종한 지 5개월 만인 965년 10월 1일 주일에 교황으로 즉위하였다.
요한 13세는 즉위하자마자 로마 귀족들의 권력을 제어하는 일에 착수했다. 그는 크레멘티 가문의 사람들을 요직에 앉혀 자신을 보필하도록 하는 한편 오토 1세와 긴밀한 관계를 유지하기 위해 노력했다. 하지만 오토 1세가 독일로 돌아가자, 왕이 없는 틈을 타 로마의 수많은 세력이 요한 13세를 탄핵하기 위한 음모를 꾸미기 시작했다.
로마의 귀족들이 황제가 개입한 교황 선출에 반대하자 이를 저지하려는 교황의 음모와 상충되어 965년 12월에 일어난 반란으로 그들은 교황을 죄수로 체포하여 캄파니아로 끌고 갔다. 로마의 귀족들이 외세의 비호 아래 등극한 요한 13세의 존자 자체에 대해 강한 불만을 갖고 있던 차에 이탈리아의 전(前) 왕이었던 아달베르토가 랑고바르드 군대를 이끌고 나타났다. 그러자 로마 시장 페트루스의 주도 아래 캄파냐 백작 로프레드와 로마 시 재무담당관 스테파누스가 “색슨족 왕들이 로마인들을 핍박하고, 그들의 자녀들을 포로로 잡아가려고 한다”고 나머지 귀족들을 선동하였다.
로마 민병대의 지휘관들은 965년 12월 16일 요한 13세를 긴급 체포하여 산탄젤로 성의 감옥에 감금했다. 그러다가 요한 13세의 추종자들이 반기를 들 지도 모른다고 우려하여 다시 캄파냐에 있는 로프레드의 성에 이감하였다. 이 소식을 뒤늦게 접한 오토 1세는 곧 대군을 이끌고 늦여름에 이탈리아로 진격했다. 그동안 요한 13세는 가까스로 캄파냐에서 탈출해 카푸아로 가서 그곳의 공작 판둘프 아로헤트에게 몸을 의탁했다. 그는 자신을 도와준 판둘프에 대한 감사의 표시로 카푸아 교구를 관구로 승격시키고 판둘프의 동생을 카푸아 관구의 첫 관구장 주교로 서임하였다. 한편 로마에서는 요한 13세를 지지하는 세력에 의해 봉기가 일어나 로프레드와 스테파누스는 요한 13세의 조카인 요한 크레센티우스에 의해 죽임을 당했다. 카푸아를 떠나 사비나로 거처를 옮긴 요한 13세는 그곳에서 자신의 처남인 베네딕투스를 만나 그로부터 지지 의사를 받아냈다. 로마가 다시 안정을 되찾자 요한 13세는 966년 11월 14일 성대한 환영을 받으며 로마로 귀향하였다. 처음에는 반역자들에게 관대한 태도를 보였던 그였지만, 오토 1세가 로마에 도착하자 태도가 돌변하였다. 오토 1세는 요한 13세의 요청에 따라 집정관 두 명을 독일로 유배 보내고, 12명의 민병대 지휘관을 교수형에 처할 것을 명령했다. 그 밖에 반역에 동참한 나머지 사람들도 뒤이어 처형되거나 안구를 적출당하는 형벌을 받았다. 로마 시장 페트루스는 요한 13세 앞으로 끌려가, 그에게 마르쿠스 아우렐리우스 기마상에 머리카락이 묶인 채 매달리는 형벌을 받을 것을 언도받았다. 이후 머리카락이 끊어져 떨어진 그는 발가벗긴 상태에서 당나귀 위에 반대 방향으로 태웠다. 그런 다음 그의 머리와 허벅지 양쪽에 각각 깃털 한 가닥을 붙이고, 목에는 종을 달게 한 다음 시내 곳곳을 돌아다니게 하여 사람들의 조롱거리가 되게 만들었다. 페트루스는 이후 지하 감옥에 갇혀 있다가 오토 1세에 의해 독일로 유배를 갔다. 요한 13세는 황제의 개입에 감사하며 그를 교회의 해방자이자 재건자요 귀한 내빈으로 칭송하며 세 번씩이나 강복해 주었다.

## 동방 제국과의 대립
권좌에 복귀한 요한 13세는 오토 1세와 더불어 교회를 재건하는 일에 몰두했다. 967년 초에 로마에서 오토 1세까지 참석한 가운데 열린 교회회의에서 요한 13세는 그라도를 베네토 전 지역을 관할하는 총대주교좌 및 관구로 지정하기로 결정했다. 이후 967년 라벤나에 소집된 또 다른 교회회의에서는 오토 1세가 라벤나와 그 밖에 전임 교황들로부터 몰수했던 수많은 점령지역을 요한 13세에게 돌려주었다. 또한 이 자리에서 요한 13세는 오토 1세의 요청을 받아, 마그데부르크에 대교구를 신설하였다.
이후 967년 예수 성탄 대축일에 요한 13세는 오토 1세의 아들 오토 2세에게 황제관을 씌워주어 그를 공동 황제로 즉위시켰다. 황제들이 이탈리아 남쪽으로 가기 위해 로마를 떠나기 전에 시노드가 숱하게 소집되었는데, 요한 13세는 황제들의 요청에 따라 독일의 수도원 몇몇 곳을 특별히 자신의 보호 아래 두었으며, 일부는 왕들 또는 황제들의 후원을 받아 영구적으로 보존되어야 한다고 선언했다. 오토 1세가 자신의 아들과 동로마 제국의 공주 간의 혼인을 통해 동로마 제국과의 동맹을 추진하자, 요한 13세는 이러한 오토 1세의 정책에 지지의사를 표명했다. 그는 동방의 황제 니케포루스 2세에게 친서를 써서 보냈지만, 그를 “로마인들의 황제”라고 부르지 않고 “그리스인들의 황제”라고 부름으로써 결과적으로 그를 모욕하고 말았다. 오토 1세는 니케포루스 2세에게 혼인의 대가로 롱고바르디아 테마와 칼라브리아 테마를 지참금으로 요구했으며, 이에 니케포루스 2세는 오토 1세에게 로마와 교황령을 포함하여 라벤나 총독부를 다시 복원시킬 것을 요구하며 맞섰다. 협상이 결렬되면서, 니케포루스 2세는 요한 13세에게 친서를 보내는 대신 자기 형 레오 포카스를 통해 협박 내용이 담긴 편지를 써서 보냈다.
협상이 실패로 돌아가자 니케포루스 2세는 콘스탄티노폴리스 총대주교의 재치권을 교황의 재치권을 받는 이탈리아 남부까지 확장하려고 시도했다. 그는 총대주교에게 오틀란토 주교좌를 관구좌로 승격시키고, 전례를 집전할 때 라틴어 사용을 금지하고 오직 그리스어만 사용하도록 하라고 지시했다. 당시 콘스탄티노폴리스 총대주교였던 폴리에욱투스는 신속히 오틀란토 주교에게 아체렌차, 투르시, 그라비나, 마테라, 트리카리코의 주교를 서임할 수 있는 권한을 부여한다고 발표했다. 이들은 모두 이전까지 로마 교회에 속해 있었다. 이에 대응하기 위해, 요한 13세는 오토 1세의 요청에 따라 969년 시노드를 소집하여 베네벤툼 교구를 관구로 승격시켰다. 그 결과 동로마 제국 황제와 동방 교회의 영향력이 크게 줄어들었다.
그러나 969년 니케포루스 2세 황제가 사망하고 요한네스 1세 황제가 등극하면서 정국이 바뀌게 되었다. 그는 오토 1세와의 대화를 재개하였으며, 결국 오토 2세가 동방 제국 황제의 조카딸과 약혼하게 되었다. 오토 2세와 테오파누 공주의 혼인식은 972년 4월 14일 로마에서 요한 13세의 집전 아래 거행되었다.

## 기타 국가와의 관계
요한 13세는 또한 유럽 전역에 걸쳐 교계조직을 발전시키는 일에 기여하였다. 968년에 그는 요르단을 최초의 폴란드인 주교로 서임하였다. 973년에는 보헤미아 공작 볼라슬라우스 2세의 누이 믈라다를 베네딕도회의 수녀원장에 임명하였다. 그리고 볼라슬라우스 2세의 요청에 따라 믈라다에게 프라하 교구를 설정하는 것을 승인하는 교횡 칙서를 내렸다. 이 칙서에서 요한 13세는 성 비투스 성당을 프라하 교구의 대성당으로 한다고 발표했다. 그리고 성 제오르지오 성당에 수녀원을 세워, 믈라다가 그곳을 관리하도록 하였다. 그리하여 비잔티움 전례가 아닌 라틴 전례가 거행되었으며, 라틴어를 잘 아는 사람이 초대 주교로 서임되어야만 했다.
971년 요한 13세는 자신들의 아내들 및 첩들을 포기하기를 거부한 윈체스터 대성당의 의전사제들과 대립한 잉글랜드 왕 에드거와 캔터베리 대주교 던스턴의 행동을 지지하는 교서를 발표했다. 같은 해 그는 에드거가 글래스턴베리 수도원의 수사들에게 부여한 특권을 인가하고, 앞으로 그들을 교황의 보호 아래 두겠다고 공표했다. 더 나아가 요한 13세는 앨더먼(주요 행정관) 앨프릭에게 글래스턴베리 수도원으로 금전을 받지 말라고 지시하는 서신을 보냈다.
독일의 경우, 요한 13세는 트리어의 대주교를 교황 대리로 임명하여 독일 및 서프랑크 지역에 소집된 시노드에서 결의된 교령들이 실행될 수 있도록 촉진하는 임무를 부여했다. 또한 그는 유럽 전역에 많은 특혜를 베풀었는데, 970년 9월 29일 메츠의 성 빈첸시오 수도원에 준 특혜가 대표적이다. 요한 13세는 수도원의 아빠스에게 특별히 달마티카와 주교용 전례복 및 신발을 착용하는 것을 허락하였다. 요한 13세는 또한 많은 사람으로부터 도와달라는 요청을 받았다. 노발리사의 성 베드로 수도원의 수사들은 그에게 지역 백작인 아르도인으로부터 자신들을 보호해 달라고 요청한 것을 허락한 것이 한 예이다. 또 다른 예로는, 971년 11월 랭스 대주교 아달베론이 로마에 가서 요한 13세에게 무종 수도원의 수사들에게 자기 재산의 일부를 물려주려는 결정을 인준해 달라고 요청한 것을 허락한 것이다. 그 덕분에 아달베론은 프랑스 왕 루이 4세로부터 수사들에게 자기 재산을 안전하게 기증할 수 있었다.
요한 13세는 자신의 누이 세라피나에게 팔레스트리나를 연간 금화 10 솔리두스를 받는 조건으로 임대해 그녀의 손주들까지 세습할 수 있도록 허락했지만, 나중에 교회로 반납되었다. 이는 로마인의 영토 중 봉건제도 체제가 도입된 첫 번째 사례이다.
요한 13세는 972년 9월 6일에 선종했으며, 시신은 산 파올로 푸오리 레 무라 대성전에 매장되었다. 한편 성당의 종을 축복하는 관습에 대해 현존하는 가장 오래된 기록은 요한 13세 때의 기록이다.

## 평가
요한 13세가 선종한 후 한 연대기 작가는 그를 ‘착한’이라는 수식어를 붙였으며, 당대에 성경과 교회법에 대한 높은 학식에 버금갈 정도로 깊은 덕망과 신앙심을 가진 인물로 널리 알려졌다. 요한 13세는 어린 시절부터 흰닭이라는 별명으로 불렸는데, 그 이유는 순백으로 빛나는 그의 머리카락 색깔 때문이다. 그가 묻힌 산 파올로 푸오리 레 무라 대성전의 묘비명에는 다음과 같은 글이 새져겨 있다.
“이곳에 선종한 착한 목자인 교황 요한의 유해가 있다. 하느님의 자비와 성 바오로의 공덕으로 죽음의 속박에서 풀려난 그는 하늘나라로 올라가 그곳에 있는 성인들과 기쁨을 나누고 있을 것이다. 이 비문을 경건하게 읽는 그대는 당신의 성혈로 이 세상을 구원하신 그리스도께서 당신의 종에게 자비를 베푸시어 그를 죄로부터 자유롭게 하시도록 기도할 지어다.”